# Graham Mather
Graham Mather (ur. 23 października 1954 w Preston) – brytyjski polityk i prawnik, poseł do Parlamentu Europejskiego IV kadencji.

## Życiorys
Ukończył studia prawnicze w New College w ramach Uniwersytetu Oksfordzkiego. Zawodowo związany z think tankami, był dyrektorem generalnym w Institute of Economic Affairs i dyrektorem działu w Institute of Directors. Zajął się także działalnością szkoleniową. Wspólnie z byłym komisarzem europejskim Christopherem Tugendhatem objął kierownictwo w instytucie European Policy Forum.
Działacz Partii Konserwatywnej. W latach 1982–1986 był radnym City of Westminster. Od 1994 do 1999 sprawował mandat eurodeputowanego, wchodząc w skład frakcji chadeckiej. Powoływany w skład państwowych organów regulujących działalność konkurencji. Był członkiem komisji monopoli i fuzji, od 2000 do 2012 zasiadał w Competition Appeal Tribunal. W 2014 wszedł w skład rady nadzorczej Ofcomu.